# Good Vibrations: Thirty Years of The Beach Boys
Good Vibrations: Thirty Years of The Beach Boys es un box set de 1993 que atraviesa la carrera de The Beach Boys a través de cuatro CD. Fue lanzado el 29 de julio de 1993, por su discográfica de origen, Capitol Records. 

## Características
El box set recopila muchas de las canciones clásicas de The Beach Boys, también contiene versiones de álbumes o de sencillos, además de otras rarezas, pero además, por primera vez se edita oficialmente material de SMiLE, sesiones que nunca antes fueron oficialmente publicadas. Este box set contiene un demo al principio del Disco 1, "Their Hearts Were Full of Spring", rara vez que incluye un demo en un álbum compilatorio de The Beach Boys. Algunas pistas finales del Disco 5, son interpretaciones en vivo del grupo.
Capitol Records también incluyó un quinto CD, uno que mezcla la música y sesiones de "rejunte" de los vocales. Además, hay una pista oculta a aparir de 3:06 en "Hushabye (live)", que se encuentra al final del Disco 1, es Brian Wilson cantando "Happy Birthday Four Freshmen" a su grupo favorito, en su magnetófono multipista en 1960, antes de empezar con The Beach Boys.
Pese a ser un box de cinco CD (en la edición británica son seis), Good Vibrations: Thirty Years of The Beach Boys obtuvo el disco de oro en los Estados Unidos, en cinco meses llegó a vender 100 000 cajas.

## Lista de canciones

### Disco 1
1. "Surfin' USA" (versión demo) (Brian Wilson/Chuck Berry) – 1:49
2. "Little Surfer Girl" (Brian Wilson) – 0:31
3. "Surfin'" – 1:31
4. "Surfin' " – 2:28
5. "Their Hearts Were Full of Spring (demo)" – 2:35
6. "Surfin' Safari" – 2:16
7. "409" (Brian Wilson/Mike Love/Gary Usher) – 2:09
8. "Punchline (instrumental)" (Brian Wilson) – 1:52
9. "Surfin' USA" (Brian Wilson/Chuck Berry) – 2:29
10. "Shut Down" (Brian Wilson/Roger Christian) – 1:51
11. "Surfer Girl" (Brian Wilson) – 2:26
12. "Little Deuce Coupe" (Brian Wilson/Roger Christian) – 1:48
13. "In My Room" (Brian Wilson/Gary Usher) – 2:15
14. "Catch a Wave" (Brian Wilson/Mike Love) – 2:18
15. "The Surfer Moon" (Brian Wilson) – 2:18
16. "Be True to Your School" – 2:07
17. "Spirit of America " (Brian Wilson/Roger Christian) – 2:20
18. "Little Saint Nick" – 1:59
19. "The Things We Did Last Summer" (J. Styne/S. Cahn) – 2:27
20. "Fun, Fun, Fun" – 2:19
21. "Don't Worry Baby" (Brian Wilson/Roger Christian) – 2:49
22. "Why Do Fools Fall in Love" (Frankie Lymon/Morris Levy) – 2:08
23. "The Warmth of the Sun" – 2:50
24. "I Get Around" – 2:13
25. "All Summer Long" – 2:07
26. "Little Honda" – 1:51
27. "Wendy" – 2:20
28. "Don't Back Down" – 1:53
29. "Do You Wanna Dance" (Bobby Freeman) – 2:17
30. "When I Grow Up (To Be a Man)" – 2:01
31. "Dance, Dance, Dance" (Brian Wilson/Carl Wilson/Mike Love) – 1:59
32. "Please Let Me Wonder" – 2:45
33. "She Knows Me Too Well" – 2:28
34. "Radio Station Jingles/Concert Promo" (Unknown) – 1:03
35. "Hushabye (live)" (D. Pomus/M. Shuman) – 3:56
  - Tiene "Happy Birthday Four Freshmen" cantada por Brian Wilson

### Disco 2
1. "California Girls" – 2:37
2. "Help Me, Rhonda" – 2:47
3. "Then I Kissed Her" (J. Barry, E. Greenwich, Phil Spector) – 2:15
4. "And Your Dream Comes True" – 1:06
5. "The Little Girl I Once Knew" (Brian Wilson) – 2:37
6. "Barbara Ann" (versión de 45 RPM) (Fred Fassert) – 2:04
7. "Ruby Baby" (Jerry Leiber/Mike Stoller) – 2:10
8. "KOMA (Radio promoción Spot)" – 0:10
9. "Sloop John B" (Trad. Arr. Brian Wilson) – 2:57
10. "Wouldn't It Be Nice" (Brian Wilson/Tony Asher) – 2:23
11. "You Still Believe in Me" (Brian Wilson/Tony Asher) – 2:30
12. "God Only Knows" (Brian Wilson/Tony Asher) – 2:49
13. "Hang On to Your Ego" (Brian Wilson/Terry Sachen) – 3:13
14. "I Just Wasn't Made for These Times" (Brian Wilson/Tony Asher) – 3:12
15. "Pet Sounds" (Brian Wilson) – 2:22
16. "Caroline, No" (Brian Wilson/Tony Asher) – 2:52
17. "Good Vibrations" – 3:38
18. "Our Prayer" (Brian Wilson) – 1:07
19. "Heroes and Villains (versión alternativa) (Brian Wilson/Van Dyke Parks) – 2:56
20. "Heroes and Villains (sesiones)" (Brian Wilson/Van Dyke Parks) – 6:40
21. "Wonderful" (Brian Wilson/Van Dyke Parks) – 2:02
22. "Cabinessence" (Brian Wilson/Van Dyke Parks) – 3:33
23. "Wind Chimes" (Brian Wilson/Van Dyke Parks) – 2:32
24. "Heroes and Villains (Intro) Parks, Wilson 0:35
25. "Do You Like Worms" (Brian Wilson/Van Dyke Parks) – 4:00
  - Grabado con "Roll Plymouth Rock" en el Smile de Brian Wilson, 2004
26. "Vegetables" (Brian Wilson/Van Dyke Parks) – 3:29
27. "I Love To Say Da Da" (Brian Wilson) – 1:34
  - Grabado con "In Blue Hawaii" en SMiLE, por Brian Wilson 2004
28. "Surf's Up" (Brian Wilson/Van Dyke Parks) – 3:38
29. "With Me Tonight" (Brian Wilson) – 2:17

### Disco 3
1. "Heroes and Villains" (Brian Wilson/Van Dyke Parks) – 3:38
2. "Darlin'" – 2:12
3. "Wild Honey" – 2:37
4. "Let the Wind Blow" – 2:21
5. "Can't Wait Too Long (antes inédito)" (Brian Wilson) – 3:51
6. "Cool, Cool Water (antes inédito)" (Brian Wilson) – 1:12
7. "Meant for You" – 0:40
8. "Friends" (Brian Wilson/Carl Wilson/Dennis Wilson/Al Jardine) – 2:31
9. "Little Bird" (Dennis Wilson/Stephen Kalinich) – 1:58
10. "Busy Doin' Nothin'" (Brian Wilson) – 3:04
11. "Do It Again" – 2:28
12. "I Can Hear Music" (J. Barry/E. Greenwich/Phil Spector) – 2:38
13. "I Went to Sleep" (Brian Wilson/Carl Wilson) – 1:38
14. "Time to Get Alone" (Brian Wilson) – 2:43
15. "Break Away" (Brian Wilson/Reggie Dunbar) – 2:56
  - "Reggie Dunbar" es un seudónimo para Murry Wilson
16. "Cotton Fields (The Cotton Song) (versión de 45 RPM)" (Huddie Ledbetter) – 3:03
17. "San Miguel" (Dennis Wilson/Gregg Jakobson) – 2:26
  - Extraída del álbum doble Ten Years of Harmony de 1981
18. "Games Two Can Play" (Brian Wilson) – 2:01
19. "I Just Got My Pay" (Brian Wilson) – 2:20 
  - Re-escrita "Marcella" para Carl and the Passions - "So Tough" de 1972
20. "This Whole World" (Brian Wilson) – 1:57
21. "Add Some Music to Your Day" (Brian Wilson/Mike Love/Joe Knott) – 3:33
22. "Forever" (Dennis Wilson/Gregg Jakobson) – 2:41
23. "Our Sweet Love" (Brian Wilson/Carl Wilson/Al Jardine) – 2:38
24. "H.E.L.P. Is In The Way (antes inpublicado)" (Brian Wilson) – 2:30
25. "4th Of July (antes inpublicado)" (Dennis Wilson) – 2:44
26. "Long Promised Road" (Carl Wilson/Jack Rieley) – 3:27
27. "Disney Girls (1957)" (Bruce Johnston) – 4:08
28. "Surf's Up" (Brian Willson/Van Dyke Parks) – 4:13
29. "Til I Die" (Brian Wilson) – 2:30

### Disco 4
1. "Sail On, Sailor" (Brian Wilson/Van Dyke Parks/Tandyn Almer/Ray Kennedy/Jack Rieley) – 3:19
2. "California" (Al Jardine) – 3:20
3. "The Trader" (Carl Wilson/Jack Rieley) – 5:04
4. "Funky Pretty" (Brian Wilson/Mike Love/Jack Rieley) – 4:10
5. "Fairy Tale Music" (Brian Wilson) – 4:05
6. "You Need a Mess of Help to Stand Alone" (Brian Wilson/Jack Rieley) – 3:26
7. "Marcella" (Brian Wilson/Jack Rieley) – 3:52
8. "All This Is That" (Carl Wilson/Mike Love/Al Jardine) – 3:59
9. "Rock and Roll Music" (Chuck Berry) – 2:28
10. "It's O.K." – 2:11
11. "Had to Phone Ya" (Brian Wilson/Mike Love/Diane Rovell) – 1:44
12. "That Same Song" – 2:15
13. "It's Over Now (Previously unreleased)" (Brian Wilson) – 2:50
14. "Still I Dream Of It" (Brian Wilson) – 3:26 
  - Dos canciones del álbum Adult/Child, un álbum que se canceló
15. "Let Us Go On This Way" – 1:59
16. "The Night Was So Young" (Brian Wilson) – 2:15
17. "I'll Bet He's Nice" (Brian Wilson) – 2:35
18. "Airplane" (Brian Wilson) – 3:04
19. "Come Go with Me" (C.E. Quick) – 2:03
20. "Our Team (antes inpublicado)" (Brian Wilson/Dennis Wilson/Carl Wilson/Mike Love/Al Jardine) – 2:33
21. "Baby Blue" (Dennis Wilson/Gregg Jakobson/Karen Lamm) – 3:18
22. "Good Timin'" (Brian Wilson/Carl Wilson) – 2:11
23. "Goin' On" – 3:03
24. "Getcha Back" (Mike Love/Terry Melcher) – 3:02
25. "Kokomo" (Mike Love/Scott McKenzie/John Phillips/Terry Melcher) – 3:37

### Disco 5 "Sesiones"
1. "In My Room (Demo)" (Brian Wilson/Gary Usher) – 2:33
2. "Radio Spot #1" – 0:09
3. "I Get Around (Track solo)" – 2:19
4. "Radio Spot #2" – 0:15
5. "Dance, Dance, Dance" (Brian Wilson/Carl Wilson/Mike Love) – 2:12
6. "Hang On to Your Ego (Secciones)" (Brian Wilson/Tony Asher) – 6:40
7. "God Only Knows (Sesiones)" (Brian Wilson/Tony Asher) – 9:14
8. "Good Vibrations (Sessions)" – 15:18
9. "Heroes and Villains" (Brian Wilson/Van Dyke Parks) – 0:47
10. "Cabinessence" (Brian Wilson/Van Dyke Parks) – 3:59
11. "Surf's Up" (Brian Wilson/Van Dyke Parks) – 1:40
12. "Radio Spot #3" – 0:06
13. "All Summer Long (pista vocal)" – 2:12
14. "Wendy (pista vocal)" – 2:27
15. "Hushabye (pista vocal)" (D. Pomus/M. Shuman) – 2:42
16. "When I Grow Up (pista vocal)" – 2:19
17. "Wouldn't It Be Nice (pista vocal) (Brian Wilson/Tony Asher) – 2:43
18. "California Girls (pista vocal)" – 2:34
19. "Radio Spot #4" – 0:11
20. "Concierto Intro/Surfin' USA (en vivo 1964)" – 3:15
21. "Surfer Girl (en vivo 1964)" (Brian Wilson) – 2:52
22. "Be True to Your School (en vivo 1964)" – 2:29
23. "Good Vibrations (en vivo 1966)" – 5:14
24. "Surfer Girl (en vivo, en Hawaii 1967)" (Brian Wilson) – 2:18